# Fanny Brate
Fanny Brate (Stoccolma, 26 febbraio 1861 – Stoccolma, 24 aprile 1940) è stata una pittrice svedese.
Fu particolarmente influenzata dallo stile del pittore Carl Larsson, i cui lavori ispirarono i suoi acquarelli, volti a descrivere un'idilliaca vita familiare.

## Biografia
Fanny Ingeborg Matilda Ekbom, più nota con il cognome Brate acquisito sposandosi, era figlia di John Frederic Oscar Gustaf Ekbom, impiegato presso la famiglia del Principe Carlo, duca di Västergötland, e di Henriette Alexandrine Dahlgren.
Fanny mostrò precocemente la sua inclinazione per l'arte e una notevole dote di talento, ma solo nel 1880, all'età di 18 anni, fu accettata come allieva all'"Accademia reale svedese delle arti", dopo essersi diplomata al Konstfack.
Nel 1887 Fanny Ekbon, venticinquenne, sposò il runologo e germanista Erik Brate (1857–1924), prendendone il cognome. La coppia ebbe quattro figlie: Astrid (1888–1929), Torun (1891–1993) (anch'essa pittrice), Ragnhild (1892–94) e Ingegerd (1899–1952).

La vecchia donna cieca

Con il matrimonio e le conseguenti maternità Fanny dovette abbandonare la pittura, ma continuò ad impegnarsi nel mondo dell'arte come guida, sostenitrice e mecenate di altri artisti. Nel 1891 divenne anche membro della Svenska Konstnärernas Förening (l'Associazione degli artisti svedesi).
Fanny Brate morì molto probabilmente a Stoccolma nel 1940, all'età di 79 anni.

## L'opera
Nel 1885 Fanny ricevette una Medaglia Reale come riconoscimento per la sua opera "Gli amici dell'arte" che ritrae la stessa autrice circondata da una folla di bambini.
Tuttavia il suo quadro più noto rimane sicuramente "Un giorno di festa", realizzato nel 1902, e che oggi è conservato nel Museo nazionale svedese delle arti a Stoccolma.

Fanny Brate, inoltre, illustrò molti libri per bambini, come, ad esempio, Le avventure della nonna.

Nel 1943 il Museo Nazionale organizzò una mostra retrospettiva in suo ricordo, nella quale furono esposte 126 delle sue opere.
Fanny Brate dipinse sia ad olio che all'acquarello. La sua opera complessiva costituisce un significativo patrimonio culturale, poiché illustra e testimonia la vita della borghesia svedese sul finire del XIX secolo.

## Esposizioni
- Müsse el Grinden Internationale Kunstausstellung, Monaco di Baviera, 1892.
- Grosse Kunstausstellung, Berlino, 1900.
- "L'arte femminile". Mostra della Swedish artists association, 1909.
- "Vennero a Parigi", Palazzo dell'arte di Liljevalch.

## Collegamenti esterni

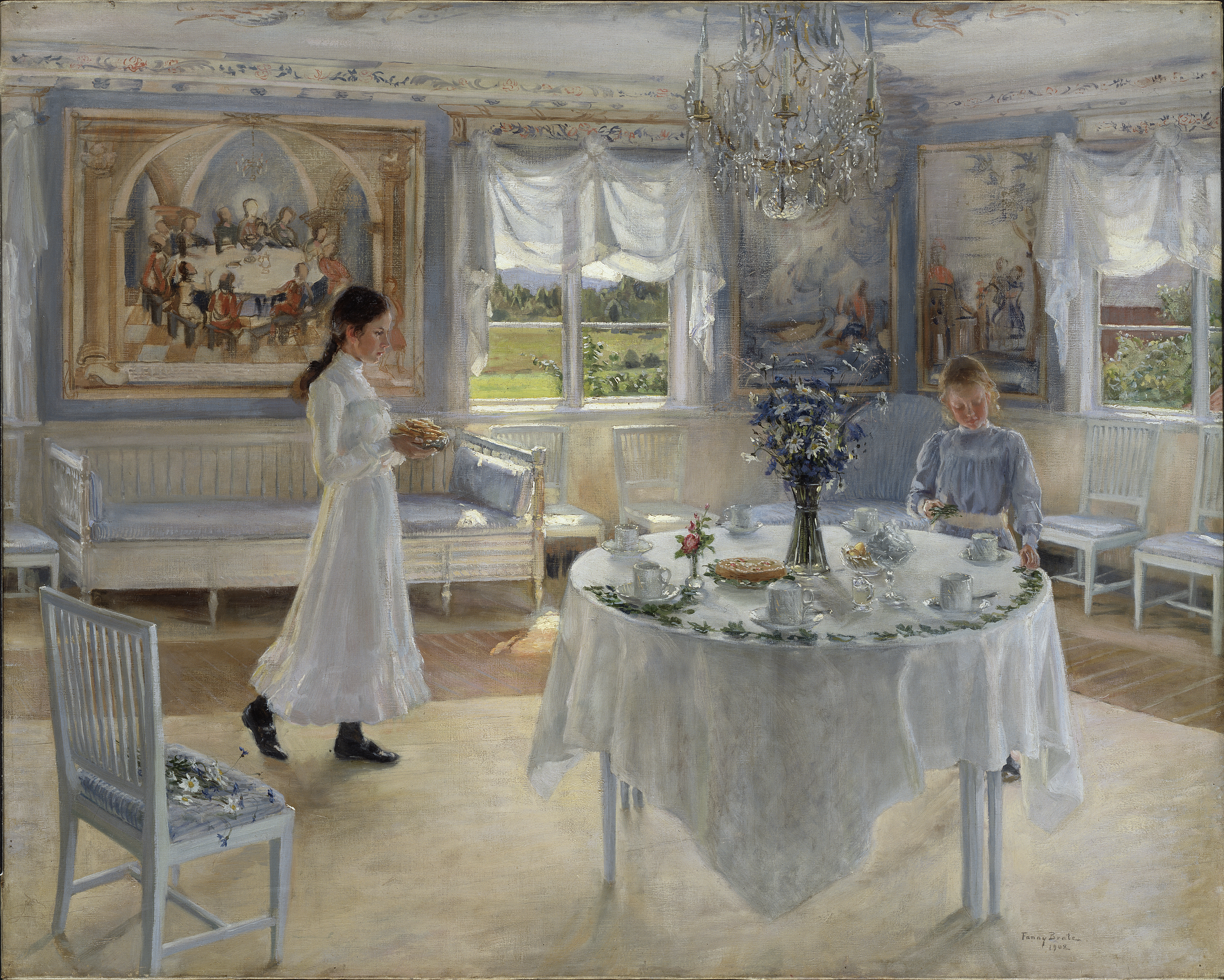
Un giorno di festa

## Galleria d'immagini

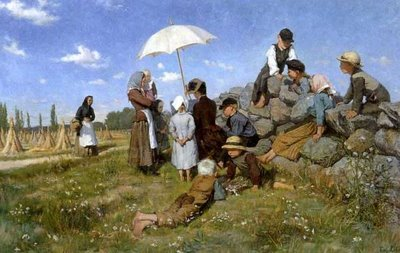
Gli amici dell'arte
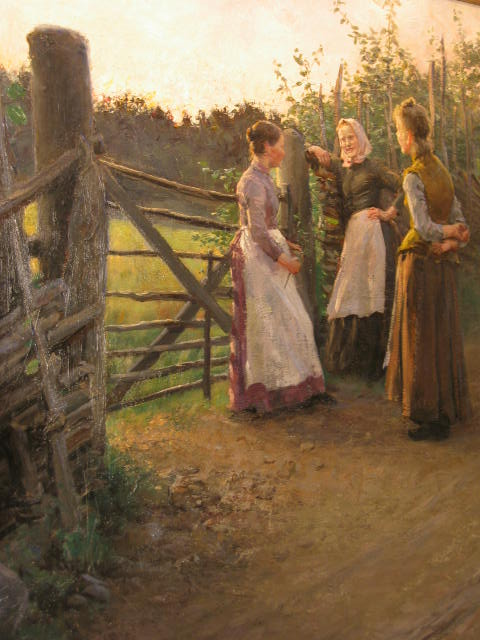
Un momento di pausa
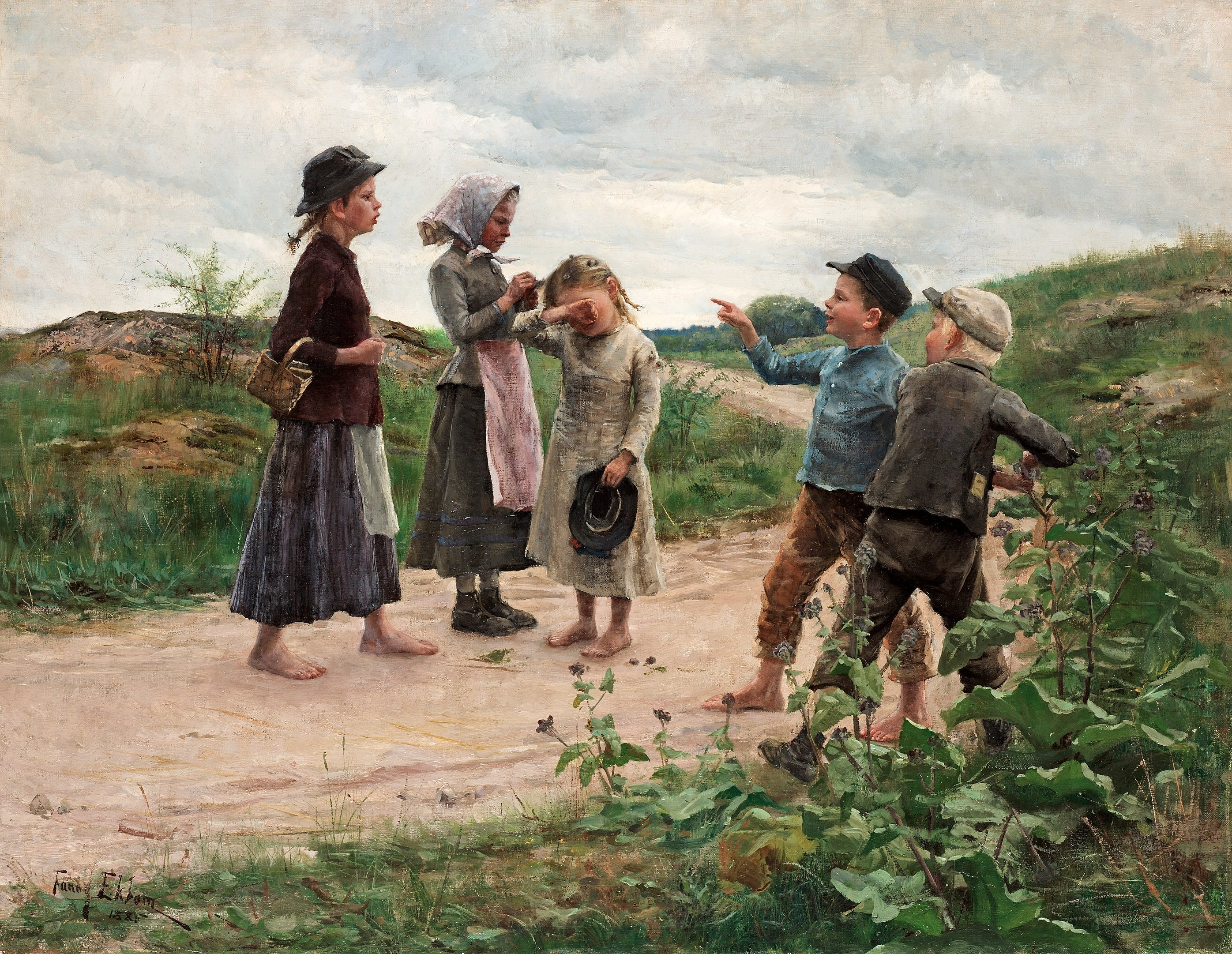
La burla
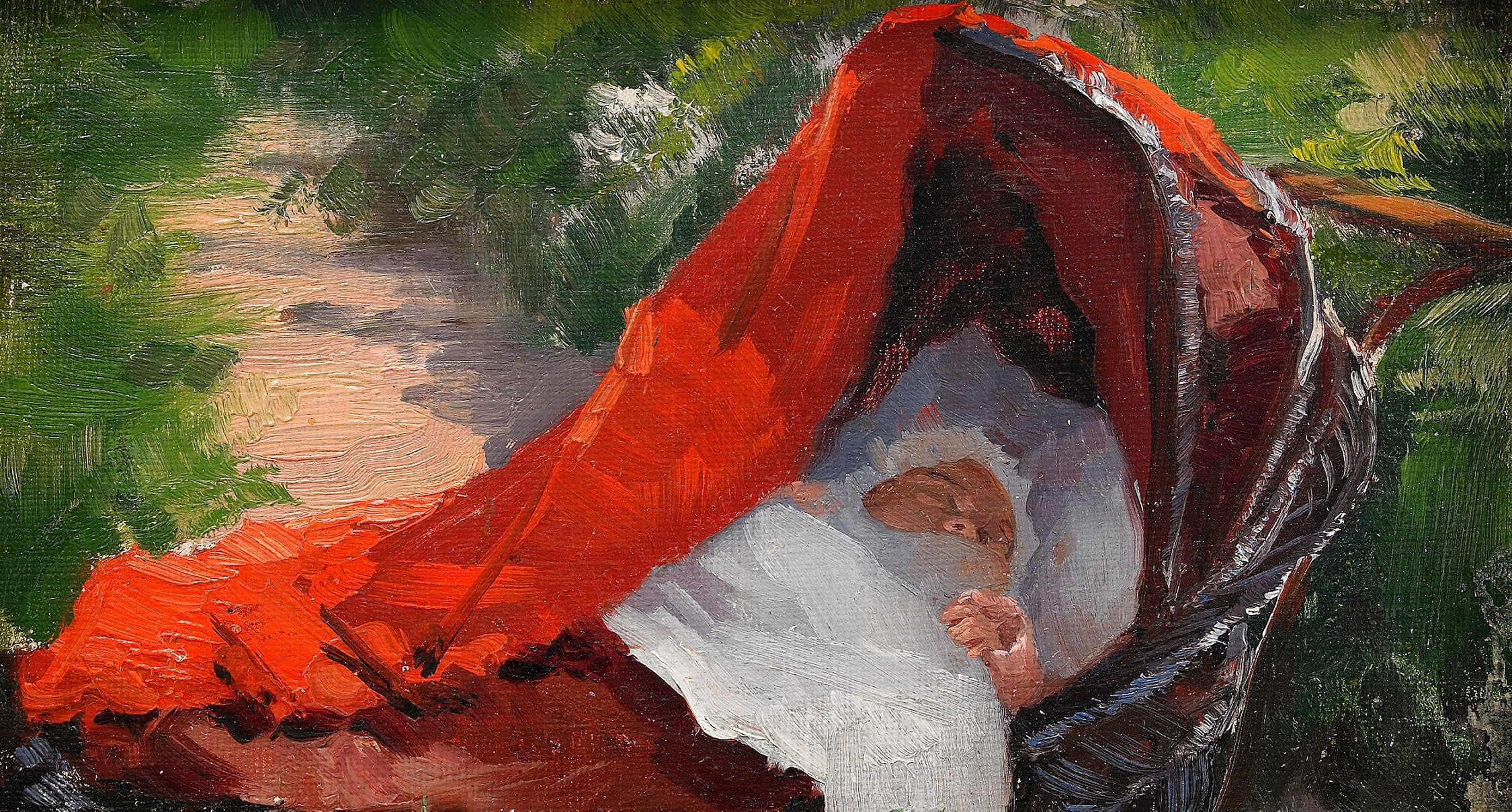
Bimbo nella culla